# جوديث دبليو. روجرز
جوديث دبليو. روجرز (بالإنجليزية: Judith W. Rogers) هي قاضية أمريكية، ولدت في 1939 في نيويورك في الولايات المتحدة.

## وصلات خارجية
- جوديث دبليو. روجرز على موقع إن إن دي بي (الإنجليزية)